# По Руси (фильм)
«По Руси́» — киноповесть режиссёра Фёдора Филиппова, снятая на киностудии «Мосфильм» в 1968 году по ранним рассказам Максима Горького.

## Сюжет
По рассказам Максима Горького: «Однажды осенью», «Коновалов», «Двадцать шесть и одна», «Мой спутник», «Вывод», «На соли», «Женщина».
Россия конца XIX века, увиденная глазами молодого начинающего писателя Алёши Пешкова, становление которого как человека и художника произошло через познание им людей и их жизни. На своём пути он встретил бродяг, рабочих, пекарей, цыган, солдат, казаков, торговцев, священника, студентов. 

Сценарист А. Симуков объединил рассказы в единое целое. Впрочем, цельность эта довольно условна: фильм состоит из ряда эпизодов, связанных между собой только вольным или невольным свидетелем всех этих сцен — молодым правдоискателем и странником Алексеем. В фильме по сравнению с рассказами произошла существенная переакцентировка. Если в рассказах повествователь держится большей частью на втором плане, то здесь Алексей стал центральным персонажем. Теперь это произведение о Горьком. 
— кинокритик Всеволод Ревич, журнал «Спутник кинозрителя», сентябрь 1968 года

## В ролях
- Алексей Локтев — Алексей Пешков
- Георгий Кавтарадзе — князь Шакро
- Людмила Чурсина — рязанка Татьяна
- Роман Филиппов — Коновалов
- Наталья Величко — Наталия
- Елена Санаева — Капитолина
- Иван Лапиков — отец Иоанн
- Владлен Паулус — горбун
- Раднэр Муратов — Мустафа
- Владимир Маренков — Конев
- Светлана Савёлова — Таня
- Анатолий Соловьёв — Матвей
- Бухути Закариадзе — чабан
- Юрий Волынцев — солдат
- Евгений Шутов — Яков
- Ольга Жизнева — хозяйка антикварного магазина
- Вера Бурлакова — деревенская баба

В эпизодах:
- В.Агурейкин
- Сергей Харченко
- И.Донской
- Игорь Комаров
- П.Омельченко
- Зоя Василькова
- Виктор Филиппов
- В.Литвинов
- Владимир Гуляев
- Николай Сморчков — булочник
- Дмитрий Орловский — эпизод

В титрах не указаны:
- Тамара Совчи

## Съёмочная группа
- Сценарист: Алексей Симуков
- Режиссёр: Фёдор Филиппов
- Оператор: Эра Савельева
- Композитор: Александр Пирумов
- Художник: Евгений Черняев

## Технические данные
- Чёрно-белый
- Звуковой
- Широкоэкранный
- 2608 метров

## Критика
К сожалению, авторы кое-где рисуют людей упрощенно, поверхностно. Но есть в фильме немало сцен и героев, к которым найден горьковский ключ, и поэтому они оставляют сильное впечатление. Не все удалось в этой картине, но она, несомненно, заслуживает доброго зрительского внимания.
— кинокритик Всеволод Ревич, журнал «Спутник кинозрителя», сентябрь 1968 года